# 긴혀과일박쥐속
긴혀과일박쥐속(Macroglossus)은 큰박쥐과에 속하는 박쥐 속의 하나이다. 인도네시아와 동남아시아에서 발견되며 2종으로 이루어져 있다.

## 특징
중간 크기의 박쥐로 긴혀꽃꿀박쥐의 전완장이 45mm이고 긴혀과일박쥐의 전완장은 50.9mm이다. 몸무게는 최대 28g이다. 가늘고 긴 주둥이와 크고 둥근 귀를 갖고 있다.

## 분포
인도아대륙과 동양구, 오스트레일리아구에 널리 분포한다.

## 하위 종
- 긴혀꽃꿀박쥐 (M. minimus)
- 긴혀과일박쥐 (M. sobrinus)